# Pedro Gómez Álvarez de Albornoz
Pedro Gómez Álvarez de Albornoz Barroso (Cuenca, c. 1322 - Aviñón, 1374), a menudo mencionado como Pedro Gómez Barroso, fue un eclesiástico español. 

## Biografía
Fue estudiante y profesor de derecho canónico en la universidad de Bolonia, 
canónigo de Palencia y de Toledo 
y obispo de Sigüenza. 
Durante su época en la diócesis seguntina tuvo lugar el matrimonio del rey Pedro I de Castilla con Blanca de Borbón, su separación y la prisión de la reina; las amonestaciones que por este hecho hizo el obispo al rey motivaron el confinamiento del primero en el castillo de Aguilar de Campoo.
Poco después fue liberado y enviado a Portugal, donde ofició sucesivamente como 
obispo de Coímbra 
y de Lisboa. 
De regreso en Castilla, en 1369 fue nombrado arzobispo de Sevilla 
y en 1371 cardenal de santa Práxedes.
Frecuentemente ha sido confundido con otros obispos del mismo nombre y familia: 
algunos autores lo mencionaron como obispo de Cartagena o prior del monasterio de Guadalupe, equivocándole con el cardenal del mismo título Pedro Gómez Barroso de Sotomayor; 
otros atribuyeron sus episcopados en Sigüenza, Coímbra, Lisboa y Sevilla al obispo de Segovia Pedro Gómez Gudiel Barroso,  
o fecharon su muerte en Sevilla en 1390 tomándole por el también arzobispo de Sevilla Pedro Gómez Barroso.
Tampoco está claro su parentesco con los anteriores: algunos señalaron que era sobrino o sobrino nieto del ya mencionado obispo de Cartagena y cardenal, y otros que lo era del también cardenal Gil Álvarez de Albornoz.
| Predecesor: Gonzalo de Aguilar        | Obispo de Sigüenza 1348 – 1358   | Sucesor: Juan Lucronio                |
| Predecesor: Lorenzo                   | Obispo de Coímbra 1358 – 1364    | Sucesor: Vasco Fernández de Toledo    |
| Predecesor: Lourenço Rodrigues        | Obispo de Lisboa 1364 – 1369     | Sucesor: Fernando Álvares             |
| Predecesor: Alonso de Toledo y Vargas | Arzobispo de Sevilla 1369 – 1371 | Sucesor: Fernando Álvarez de Albornoz |